# HAFI
HAFI, Hallands Fruktindustri AB, är ett företag i Brännarp utanför Halmstad som tillverkar saft och sylt som exporteras över hela världen. 
Företaget startade som Hallandsmusteriet 1938, av grundarna Carl Dellgren, sonen Arne samt blivande svärsonen Bernt Bjurklint. 1941 flyttade verksamheten till Brännarps gamla mejeri där verksamheten ligger kvar än idag. 1963 ändrades namnet till HAFI, Hallands Fruktindustri AB. 
Sedan 1980-talet är företaget leverantör av sylt till IKEA.
Idag drivs företaget av fjärde generationen med Marcus Bjurklint som ägare och VD.